# Tampichthys erimyzonops
Tampichthys erimyzonops är en fiskart som först beskrevs av Hubbs och Miller, 1974.  Tampichthys erimyzonops ingår i släktet Tampichthys och familjen karpfiskar. Inga underarter finns listade i Catalogue of Life.